# Eleiodoxa conferta
Eleiodoxa conferta là loài thực vật có hoa thuộc họ Arecaceae. Loài này được (Griff.) Burret mô tả khoa học đầu tiên năm 1942.

## Hình ảnh

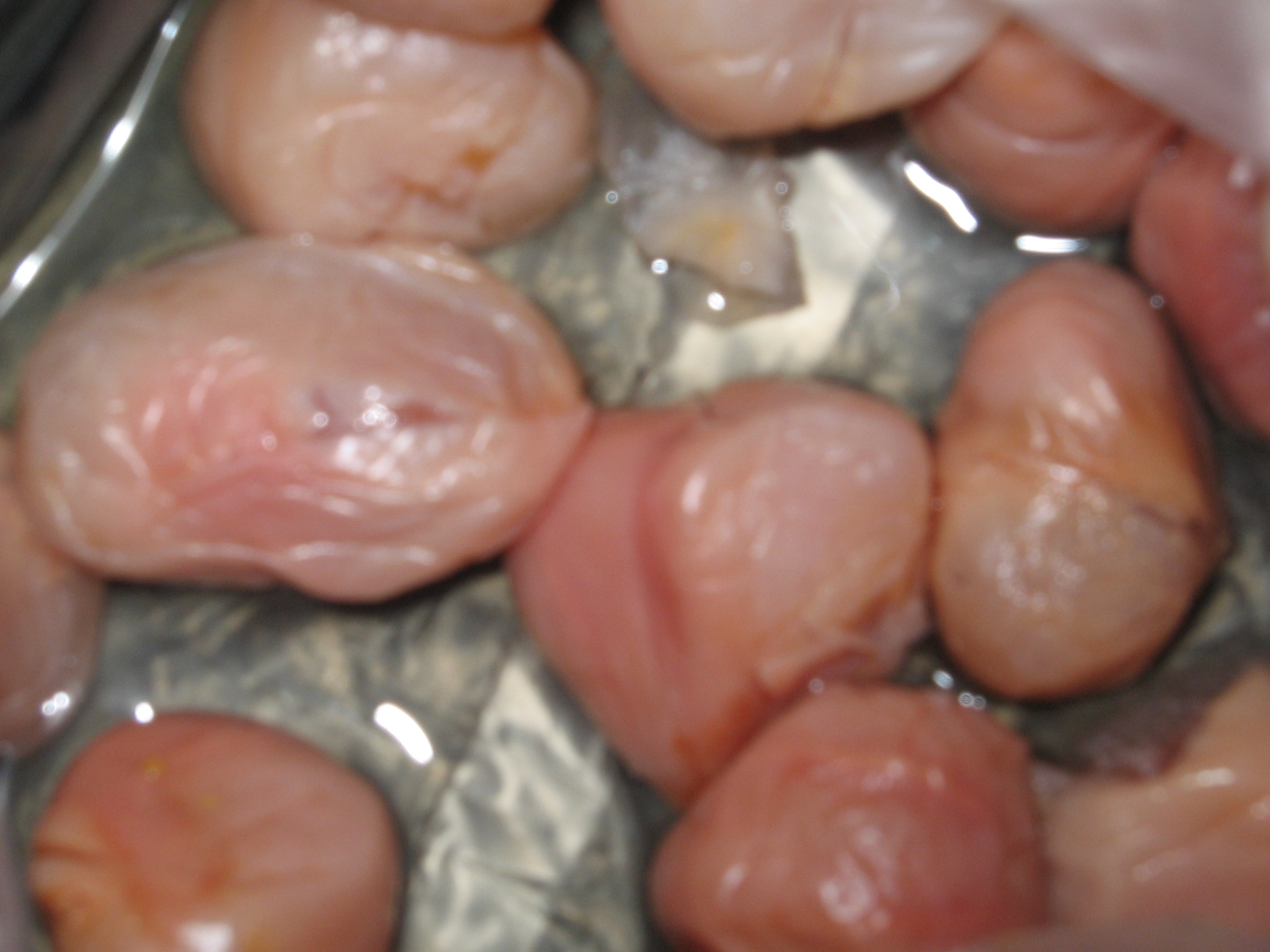